# Daniel Myrick
Daniel Myrick (nascut el 3 de setembre de 1963) és un director de cinema nord-americà, més famós per les pel·lícules de terror, especialment per codirigir i escriure la pel·lícula de terror psicològic de 1999 The Blair Witch Project amb Eduardo Sánchez. Van guanyar l'Independent Spirit John Cassavetes per aquesta pel·lícula.

## Vida i carrera
Myrick va néixer a Sarasota, Florida. Es va graduar a la University of Central Florida School of Film el 1994.
A més de col·laborar amb els futurs companys de Blair Witch Eduardo Sánchez i Gregg Hale en una trilogia de curtmetratges, Myrick es va mantenir treballant com a editor i director de fotografia en diversos vídeos musicals i anuncis publicitaris a Florida. Després d'escriure i dirigir la promoció del Festival de Cinema de Florida el 1997, el treball de Myrick va cridar l'atenció del guru del cinema independent John Pierson, ajudant a preparar l'escenari per a l'eventual 1999. debut del primer llargmetratge de Myrick i Sánchez com a coguionistes i directors.
El 2006, va cofundar Raw Feed, una divisió directe a DVD de Warner Home Video especialitzada en pel·lícules de terror, amb el productor executiu de The X-Files John Shiban i el productor executiu de 24 Tony Krantz.

## Filmografia
Cinema
- The Blair Witch Project (1999)
- Solstice (2007)
- Believers (2007)
- The Objective (2008)
- Skyman (2019)

Televisió
- Under the Bed (2017)

Curtmetratges
- Curse of the Blair Witch (1999)
- Sticks and Stones: Investigating the Blair Witch (1999)
- Black Veil (2021)

Web sèries
- The Strand (2006)